# 408 км (зупинний пункт)
408 кіломе́тр — пасажирський залізничний зупинний пункт Лиманської дирекції Донецької залізниці на неелектрифікованій лінії 340 км — Волноваха між станціями Волноваха (12 км) та Хлібодарівка (6 км). Розташований неподалік села Голубицьке Волноваського району Донецької області.

## Пасажирське сполучення
До російського вторгнення в Україну (з 2022) на Платформі 408 км зупинялися приміські поїзди сполученням Волноваха — Комиш-Зоря.